# Período Nanban
O Comércio Nanban (japonês:南蛮貿易, nanban-bōeki, "Comércio com os bárbaros do Sul") ou Período do Comércio Nanban (japonês: 南蛮貿易時代, nanban-bōeki-jidai, "Período do comércio com bárbaros do Sul") na história do Japão compreende o período que vai da chegada dos primeiros europeus, oriundos de Portugal, em 1543, até sua exclusão quase total do arquipélago entre 1637 e 1641, com a promulgação do "Sakoku" — o Édito de Exclusão.

## Visão japonesa sobre os europeus

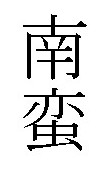
Caracteres para Nanban, "bárbaros sulistas".

Nanban (南蛮 literalmente: “bárbaros do Sul”) é uma palavra sino-japonesa que originalmente designava as pessoas do sul e Sudeste asiáticos. Segue um uso chinês, que diz cercar-se por "bárbaros" nas quatro direções, sendo os do sul denominados 'Nanman'. No Japão, a palavra passou a ter um novo significado quando passou a designar os europeus, os primeiros dos quais foram os portugueses, que aportaram no país em 1543. A palavra depois abarcou os espanhóis, os holandeses (embora estes fossem geralmente chamados por "Komo" - 紅毛 - significando "cabelos vermelhos") e os ingleses. A palavra 'Nanban' foi naturalmente empregue para os novos forasteiros, uma vez que estes surgiam em navios vindos do sul, e seus modos foram considerados pouco sofisticados pelos japoneses.
Os japoneses inicialmente reprovavam os modos fúteis dos estrangeiros recém-chegados. Um registro japonês contemporâneo relata:
"Comem com seus dedos, em vez de usarem os pauzinhos, como nós. Manifestam seus sentimentos, sem qualquer auto-controle. São incapazes de entender a nossa escrita."
Logo depois, entretanto, os japoneses adotaram muitas das tecnologias e práticas culturais daqueles visitantes, seja na área militar (como o arcabuz, armaduras em estilo europeu, e embarcações), religiosos (Cristianismo), arte decorativa e na linguagem (integração ao japonês de termos de origem portuguesa e ocidentais).
Muitos estrangeiros foram auxiliados por regentes nipônicos, e às vezes suas habilidades foram reconhecidas ao ponto de serem promovidos ao grau de samurais (como William Adams), e a cessão do feudo da Península de Miura, ao sul de Edo).

## Visão Europeia sobre o Japão

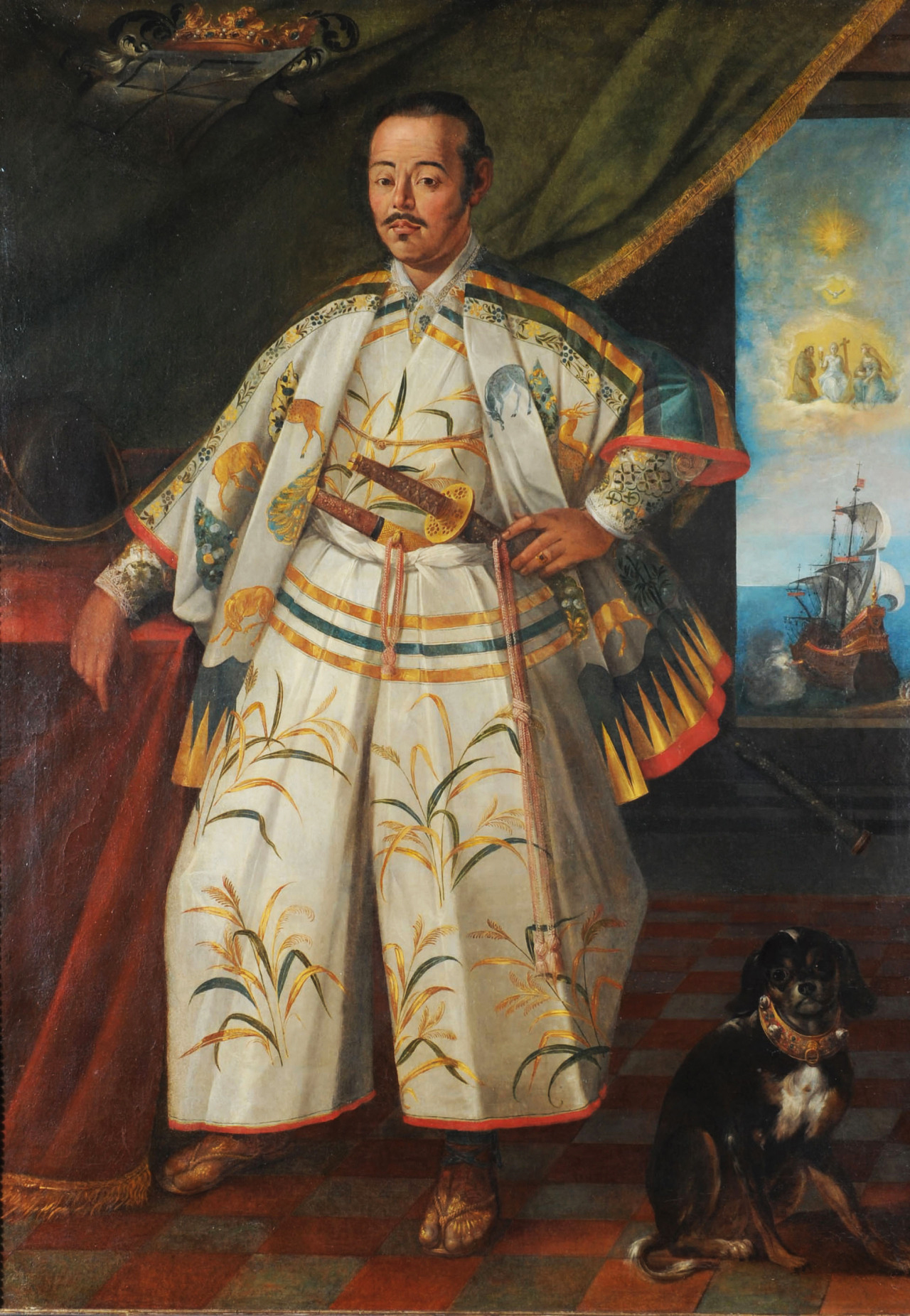
O Samurai Hasekura Tsunenaga
em Roma em 1615, Col. Borghese, Roma.

Na Renascença os europeus se admiraram com o Japão, que consideravam rico em metais preciosos, especialmente em razão dos relatos de Marco Polo (no qual chamava o país de Cipango) que diziam de templos e palácios em ouro, como também pela existência de outros minerais característicos de solos vulcânicos, encontrados à superfície em tempos onde as técnicas de mineração profunda eram inexistentes. O Japão  tornar-se-ia, nesse período, num importante exportador de cobre e prata.
O Japão era considerado uma sociedade feudal avançado dotado de tecnologia pré-industrial. Era mais povoado e mais urbanizado do que qualquer país ocidental de então — tinha, no século XVI, cerca de 26 milhões de habitantes, contra 16 milhões da França e 4,5 milhões da Inglaterra. Suas "universidades" budistas eram maiores do que qualquer instituições de ensino do Ocidente, a exemplo das universidades de Salamanca ou de Coimbra. Alguns observadores europeus contemporâneos escreveram que os japoneses "superam não apenas todos os demais povos orientais, eles ultrapassam também aos europeus" (Alessandro Valignano, 1584, "Historia del Principio y Progreso de la Compañía de Jesús en las Indias Orientales).
Os primeiros visitantes europeus ficaram impressionados com a habilidade dos artesãos e ferreiros nipônicos. Isto se deve ao facto de o Japão ser bastante pobre em recursos naturais comuns na Europa, especialmente o ferro. Assim, os japoneses passariam a ser reconhecidos pela forma econômica com que empregavam os recursos de que dispunham: o que havia em pequena quantidade eles aprenderam a usar com especialização.
A coragem guerreira do japonês também foi notada: "Um decreto real espanhol de 1609 especificamente dirigido aos comandantes espanhóis no Pacífico dizia para "não arriscar a reputação de nossos braços e enfrentar um soldado japonês"". Tropas samurais japoneses foram depois empregados nas Ilhas Molucas pelos holandeses para enfrentar os ingleses.

## Trocas comerciais
Após os primeiros contatos de 1543, naus lusas começaram a chegar ao Japão. À época, as trocas comerciais e em particular o comércio português em Goa era já costumeiro (desde cerca de 1515), consistindo entre 3 a 4 naus que deixavam Lisboa com prata para comprar algodão e especiarias na Índia. Entre essas carracas, só uma se dirigia para a China, com ordem para comprar diretamente a seda, também em troca da prata ibérica.
Com a fundação do porto de Nagasaki, através das iniciativas combinadas do convertido cristão daimyo Omura Sumitada junto com seu amigo Português e confessor, o missionário jesuíta Gaspar Vilela, em 1571, a extensão do comércio Português e sua influência no Japão, particularmente em Kyushu, aumentaria dramaticamente nos próximos 30 anos. Promovendo sua presença no porto estratégico, depois da ajuda portuguesa ao daimyo Sumitada para repelir um ataque no porto pelo clã Ryūzōji em 1578, incidente que por sua vez levou Sumitada a ceder Nagasaki "em perpetuidade"para a Companhia de Jesus, dois anos depois.
Oportunamente, a carga dos primeiros navios portugueses (em geral cerca de quatro pequenas embarcações ao ano) aportavam no Japão, com carga basicamente oriunda da China (seda e porcelana). Os japoneses almejavam esses bens, mas estavam proibidos de realizar qualquer contato comercial com a China pelo Imperador chinês, como punição pelos ataques dos piratas Wakō. Proporcionava-se assim, uma nova oportunidade para os portugueses atuarem como intermediários no comércio asiático.
Asiáticos capturados em batalhas  também eram vendidos pelos seus compatriotas aos portugueses como escravos, mas os japoneses também venderiam membros da família que não podiam sustentar por causa da guerra civil. De acordo com Charles Boxer, autores asiáticos antigos e modernos "ignoraram convenientemente" a sua parte na escravidão dos seus compatriotas.  Já em 1555, houve  queixas da Igreja por os mercadores portugueses levarem com eles escravas japonesas, "vivendo com elas em pecado".  Em 1571, o comércio de escravos tinha atingido tal escala que o Rei Sebastião a tentou proibir, a fim de não prejudicar nem o comércio nem a atividade missionária.

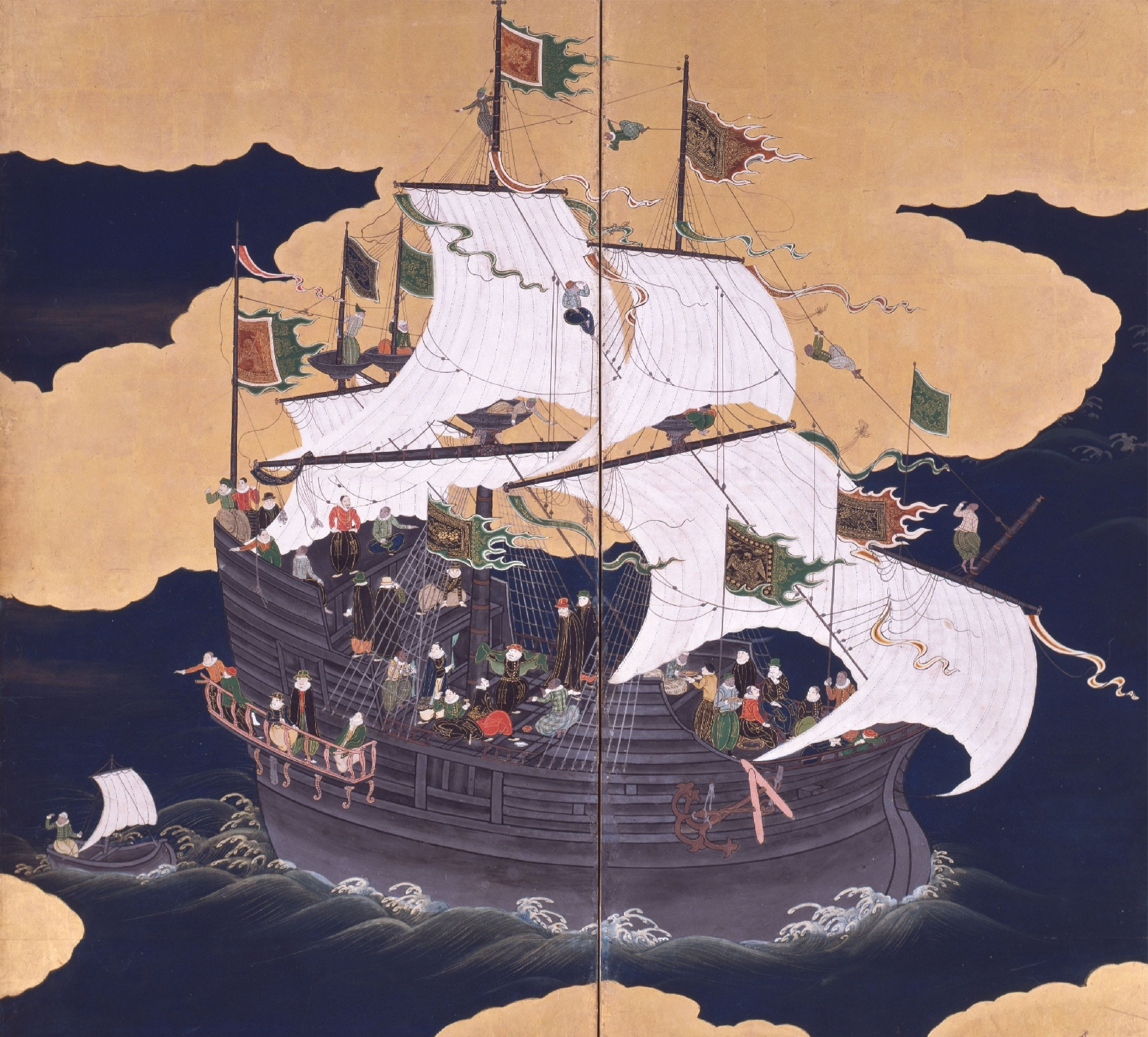
Uma carraca portuguesa em Nagasaki, século XVII.

Ao tempo da aquisição de Macau na China, em 1557, e com o formal reconhecimento de uma parceria comercial pelos chineses, a Coroa de Portugal começou a regulamentar o comércio com o Japão, concedendo privilégios de navegação e autoridade ao licitante que melhor oferta desse pela Capitania anual do Japão, cujo efeito era conferir os direitos comerciais exclusivos para enviar uma só carraca àquele país oriental todos os anos. As carracas eram naus muito grandes, com uma calagem entre mil e mil e quinhentas toneladas, cerca do dobro ou triplo do tamanho de um galeão regular ou de um grande junco.
Esse comércio continuou, com poucas interrupções, até cerca de 1638, quando foi proibido o desembarque de padres no solo nipônico.
O comércio lusitano foi sendo cada vez mais desafiado por contrabandistas chineses em seus juncos e pelos próprios japoneses em seus shuinsen a partir de 1592 (cerca de dez navios ao ano), além de embarcações espanholas oriundas de Manila nas Filipinas a partir de 1600 (um navio ao ano), dos holandeses a partir de 1609, e ingleses desde 1613 (um navio ao ano).

## Intercâmbio Tecnológico

### Tanegashima

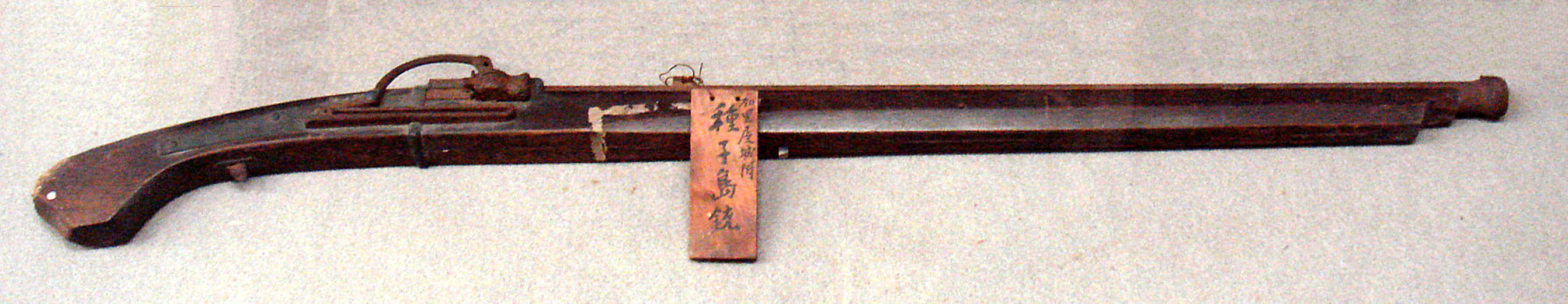
Arcabuz de fabrico japonês de Tanegashima, museu do templo Ako, Japão

Uma das muitas coisas nas quais os japoneses estavam interessados eram as armas de fogo portuguesas. Os três primeiros europeus a chegarem ao Japão no ano de 1543 foram os comerciantes Portugueses António da Mota, António Peixoto e Francisco Zeimoto (também presumivelmente Fernão Mendes Pinto), chegaram em um navio chinês no sul da ilha de Tanegashima, onde apresentaram suas armas para o comércio com a nobreza local. Uma vez que as armas de fogo Portuguesas foram introduzidas em Tanegashima, no Japão, estes arcabuzes receberam o nome de Tanegashima. Naquela época o Japão estava no meio de uma guerra civil, o chamado período Sengoku (Período do país em guerra). Estritamente falando, os japoneses já estavam familiarizados com armas de pólvora (inventada e trazida a partir de China) cerca de 270 anos antes da chegada dos portugueses. As armas portuguesas no entanto eram leves, possuíam um mecanismo melhor e eram  mais fáceis de mirar.
O famoso Daimyo que praticamente unificou o Japão, Oda Nobunaga, fez uso extensivo das armas de fogo (arcabuz) desempenhando um papel fundamental na batalha de Nagashino. Dentro de um ano, ferreiros japoneses, conseguiram reproduzir o mecanismo do arcabuz e começaram a produzir em escala industrial. E apenas 50 anos mais tarde, seus exércitos eram equipados com um número de armas de fogo talvez maior do que qualquer exército contemporânea na Europa. As armas de fogo foram de fundamental importância na unificação do Japão sob Toyotomi Hideyoshi e Tokugawa Ieyasu, bem como na invasão da Coreia em 1592 e 1597. Os europeus trouxeram pelo comercio não apenas armas, mas também sabão, tabaco e outros produtos desconhecidos no Japão Feudal.

### Shuinsen

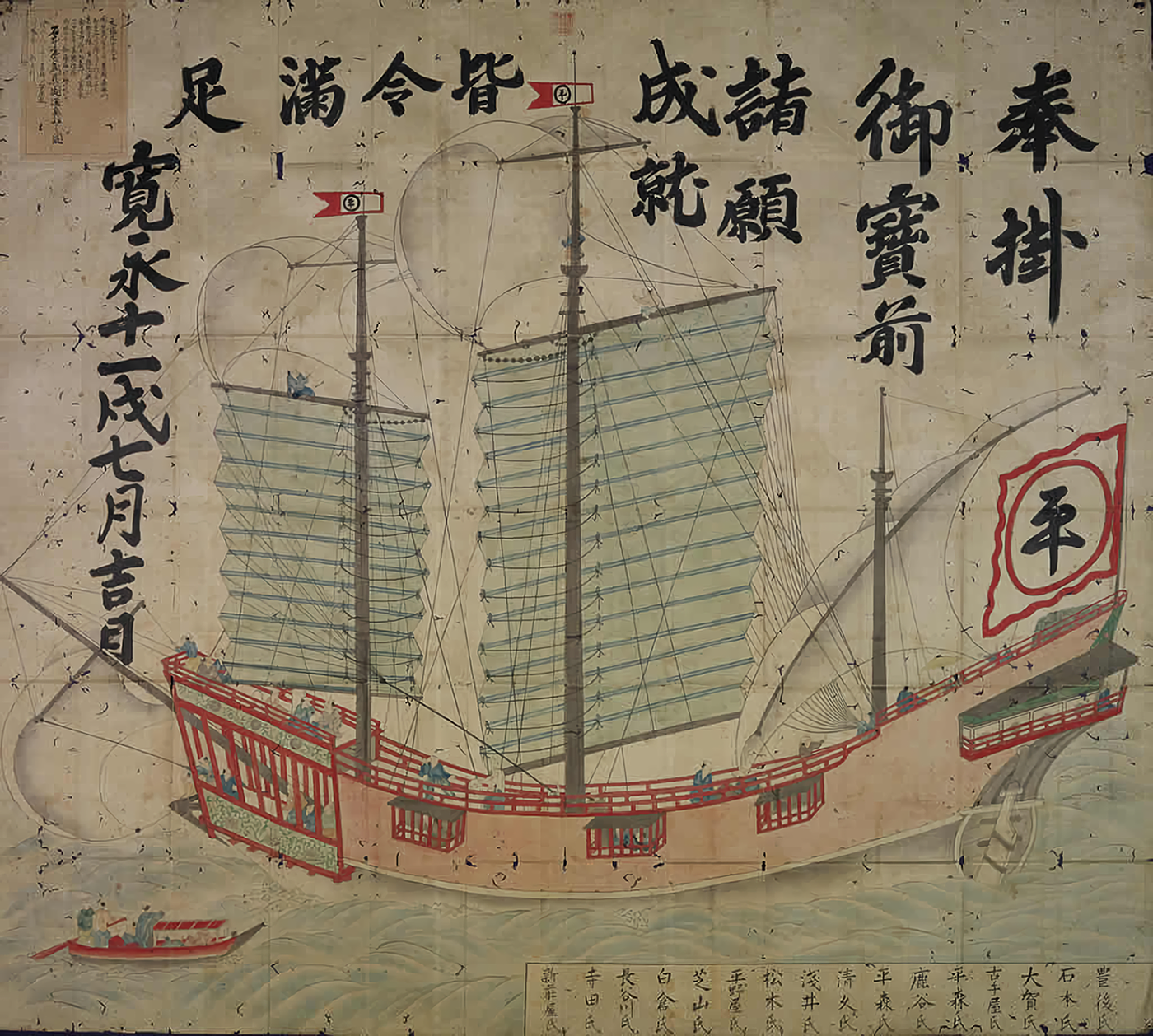
Navio mercante japonês de influência ocidental, shuinsen (literalmente "navio de selo vermelho") do shogunato Tokugawa de 1634, Museu de ciência naval de Tóquio

Os navios europeus (galeões) foram bastante influentes na indústria de construção naval do Japão, e de fato estimulou muitos empreendimentos japoneses no exterior. O Bakufu estabeleceu um sistema de empreendimentos comerciais em navios licenciados chamados navios de selo vermelho (朱 印 船 shuinsen?), que navegavam todo o Leste e Sudeste da Ásia para comercializar. Estes navios incorporaram muitos elementos técnicos dos galeões, tais como as velas, o leme e a disposição das armas. Eles levaram muitos comerciantes e aventureiros japoneses para os portos do sudeste asiático, tornando-os influentes nos assuntos locais, como o aventureiro Yamada Nagamasa no Sião, ou mais tarde tornando-os ícones populares japoneses como Tenjiku Tokubei. No início do século 17, o Bakufu construiu vários navios de concepção puramente Nanban, geralmente com a ajuda de peritos estrangeiros, como o galeão San Juan Bautista, que atravessou o Pacífico duas vezes em embaixadas para Nueva España (México).

## Batalha da Baía de Fukuda (1565)
Ver artigo principal - Batalha da Baía de Fukuda
Foi a primeira batalha naval registada entre portugueses / europeus e japoneses. Uma frota de samurais liderada pelo daimiô Matsura Takanobu atacou duas embarcações portuguesas como represália por terem evitado o seu porto, em Hirado (ou Firado) e terem seguido para ir comercializar em Fukuda, um porto que pertencia a um daimiô rival chamado Omura Sumitada. O confronto fez parte de um processo de tentativa e erro dos portugueses para encontrar um porto seguro para atracar as suas carracas e fazer comércio e evangelização no Japão, que acabou por os levar a Nagasaki. 

## Incidentes de Macau (1608) e Batalha de Fukuma (1610)
Dois incidentes em particular, o primeiro registrado em Novembro de 1608 em Macau e outro na sequência desse, em Janeiro de 1610, marcariam os dois mais graves confrontos entre portugueses e japoneses neste período e o início de um crescendo de hostilidade mútua, a partir do final do primeiro decênio do século XVII.
No primeiro incidente, uma horda de homens japoneses, a serviço numa embarcação do daimyo Arima Shuri-No-Tayo Hanurobu, Senhor do Han (feudo) de Arima, é acusada pelas gentes do porto de Macau de causarem graves distúrbios na área, imputando aos ditos vassalos de Arima as ofensas de andarem ostensivamente armados pelas ruas de Macau, acossando, insultando, agredindo e roubando os locais,  e chegando mesmo a afrontar um ouvidor (magistrado) português então de passagem pela região, correndo a pedir auxílio ao Governador Português, Capitão-Mór André Pessoa, que prontamente mobilizou a guarnição militar da praça por modo a restaurar a ordem pública na província sob sua autoridade. Aos homens de Arima, juntam-se nessa hora outros japoneses oriundos de diversas outras embarcações então ancoradas em Macau. A 30 de Novembro de 1608, após violentos combates nas ruas de Macau opondo os meliantes japoneses à guarnição portuguesa sob o comando de André Pessoa, logrou esta cercar os amotinados nipónicos num pequeno quarteirão do porto, após o que, e tendo o Capitão-Mór Pessoa prometido poupar a vida dos que se rendessem (oferta alegadamente aceite apenas por uma pequena facção entre os sublevados) a larga maioria dos insurrectos japoneses foi morta, tendo apenas um pequeno grupo escapado com vida, graças à intervenção na hora do então Bispo de Macau.
Na sequência deste primeiro incidente, e comandando o próprio André Pessoa a nave fretada nesse ano de 1610 para Nagasaki, uma vez chegada esta ao porto japonês, o daimyo Arima Hanurobu, ordena então uma inspeção à embarcação portuguesa com o propósito de lhe confiscar a carga a título de compensação pelas vidas dos seus servos mortos pela guarnição Portuguesa de Macau dois anos antes. Porém é insultado pelo capitão, o qual recusa veementemente toda e qualquer atribuição de responsabilidades pelos incidentes verificados em Macau. O navio português era o Nossa Senhora da Graça. (também referida nalgumas fontes como Madre de Deus.)
Reportando este incidente ao Shogun Tokugawa, este ordena então a Arima Harunobu que prenda o Capitão e sua embarcação pelo acto de desafio. As forças de Arima partem então em perseguição do Nossa Senhora da Graça, que entretanto e por ordem do Capitão Pessoa, procurando evitar um confronto de consequências imprevisíveis e potencialmente desastrosas para ambas as partes, zarpara para Sul, tendo, efeito dos fracos ventos do dia, ficado imobilizado ao largo da costa de Fukuma, onde a batalha subsequente viria a ocorrer.
A batalha acontece durante a primeira semana de 1610. Arima Harunobu tinha aproximadamente 3,000 Samurais, que atacaram sem sucesso devido à superioridade do armamento do Nossa Senhora da Graça que, apesar da enorme desproporção de meios humanos em confronto, facilmente repeliu todas as investidas das embarcações de Arima.
Porém, o "Nossa Senhora da Graça" acabaria por perecer na sequência da explosão acidental de uma granada portuguesa no próprio convés da nau, em pleno terceiro dia de batalha, e quando os portugueses já se davam por vitoriosos. A deflagração da granada, tendo ateado fogo às velas, causou, de imediato, grande consternação entre a tripulação e demais homens a bordo, tendo então, o Capitão-Mór André Pessoa, e apercebendo-se da impossibilidade de salvar a sua nau, descido ao paiol da embarcação munido de uma tocha e feito explodir a nave. Este evento terá, à época, causado grande impressão entre os japoneses que interpretaram no gesto de Pessoa um acto de grande bravura e nobreza. O afundamento do "Nossa Senhora da Graça" passou, desde então, a integrar o folclore de Nagasaki, sendo ainda hoje celebrado no festival tradicional dito "Nagasaki Kunchi", celebrado todos os anos entre os dias 7 e 9 de Outubro.

## Envolvimento holandês e declínio da influência portuguesa
Os holandeses, ao invés de serem chamados "Nanban" (bárbaros) receberam o nome de "Kōmō" (Jp:紅毛, literalmente "cabelo vermelho"), chegaram ao Japão em 1600, a bordo do Liefde. Seu piloto era William Adams, o primeiro inglês a chegar àquele país.
Em 1605, foram enviados dois tripulantes do Liefde ao Reino de Patani por Tokugawa Ieyasu, para aceitarem o comércio holandês com o Japão. O chefe do entreposto comercial holandês em Patani, Victor Sprinckel, recusou a oferta, pois estava já bastante ocupado com a oposição portuguesa no Sudoeste asiático. Em 1609, entretanto, o holandês Jacques Specx aportou com duas embarcações em Hirado e, com intercessão de Adams, obteve privilégios comerciais de Ieyasu.
Os flamengos também se engajaram na pirataria e combate naval para debilitar a presença portuguesa e as embarcações espanholas no Pacífico e, ao final das contas, tornaram-se os únicos ocidentais a terem acesso permitido no Japão, através do pequeno enclave de Dejima, uma minúscula ilha artificial originalmente concebida para concentrar a comunidade portuguesa de Nagasaki, logo a partir de 1638, ano em que se dá a expulsão definitiva da generalidade dos portugueses e espanhóis ainda então presentes em território nipônico, e daí pelos próximos dois séculos.

## Declínio do Comércio Nanban
Depois que o Japão foi pacificado e unificado por Tokugawa Ieyasu em 1603, o Japão fechou-se progressivamente para o mundo exterior, principalmente por causa da ascensão do cristianismo e tráfico de seres humanos para as Américas. Em 1650, com exceção do posto comercial de Dejima em Nagasaki (pertencente a Holanda) e algum escasso comércio com a China, os estrangeiros estavam sujeitos à pena de morte e cristãos japoneses eram perseguidos. As armas de fogo foram quase completamente erradicadas em prol das mais "civilizadas" espadas. Viajar para o exterior e a construção de navios de grande porte também foram explicitamente proibidos. Daí começou um período de isolacionismo, seguido de paz, prosperidade e progresso interno conhecido como o período Edo. Os chamados "bárbaros" voltariam 250 anos mais tarde reforçados pela industrialização (que foi possibilitada pelo iluminismo) e derrotaram o isolacionismo japonês, a partir da abertura forçada do Japão ao comércio global por uma frota militar norte-americana sob o mandato do Comodoro Matthew Perry em 1854.